# Río Conwy
El río Conwy (Pronunciación de galés: [ˈkɔnʊɨ]; en galés: Afon Conwy) es un río en Gales del Norte. Desde su fuente hasta su descarga en Conwy Bay tiene un poco más de 43 km de largo. "Conwy" se llamaba anteriormente "Conway".
El nombre 'Conwy' deriva de las antiguas palabras galesas cyn (jefe) y gwy (agua), el río originalmente se llamó 'Cynwy'.
Se eleva en el páramo de Migneint, donde una serie de pequeños arroyos desembocan en Llyn Conwy, luego fluye en una dirección generalmente norte, uniéndose por los afluentes de los ríos Machno y Lledr antes de llegar a Betws-y-Coed, donde también se une Afon Llugwy. Desde Betws-y-coed, el río continúa fluyendo hacia el norte a través de Llanrwst, Trefriw (donde se une el Afon Crafnant) y Dolgarrog (donde se unen Afon Porth-llwyd y Afon Ddu) antes de llegar a Conwy Bay en Conwy. Un muelle local, Cei Cae Gwyn, se encuentra en su orilla. Durante las mareas de primavera, el río está mareado hasta Tan-lan, cerca de Llanrwst.

## Geología y geomorfología

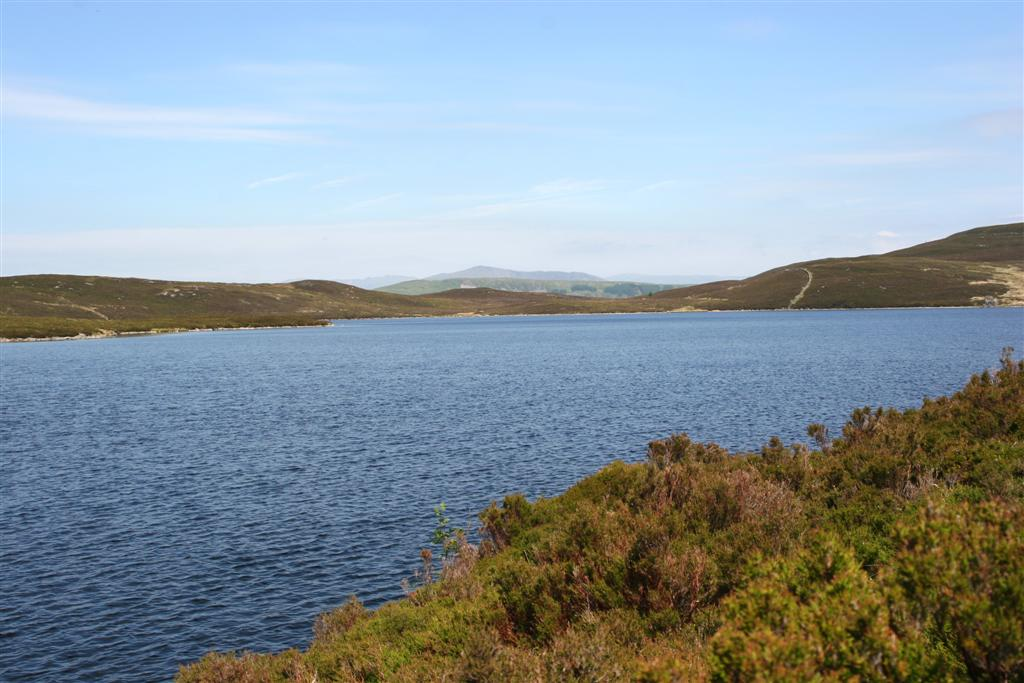
Llyn Conwy, la fuente del río Conwy

El Conwy está delimitado al este por las antiguas colinas de lutita del período Silúrico, las Migneint Moors. Estas rocas ácidas están generalmente cubiertas de suelos delgados, a menudo ácidos, y en gran parte de las tierras altas la cubierta es de pastos de páramo: comunidades de Mollinia spp y Erica. Como resultado, el agua que ingresa al río tiende a ser ácida y a menudo de color marrón con ácidos húmicos.
Hacia el oeste, la cuenca está sustentada por rocas más antiguas del Cámbrico que son más duras y, como consecuencia, el paisaje es más dramático con altas colinas y montañas escarpadas, a través de las cuales el río cae en cascadas y saltos de agua. Se pueden ver excelentes ejemplos de geomorfología de ríos torrenciales en Conwy Falls y en Lledr Gorge. La tierra al este está muy boscosa con coníferas no nativas plantadas.
En el lado occidental del valle hay varios lagos y embalses. Las rocas también son ricas en minerales y hay muchos yacimientos mineros abandonados donde se extrae cobre, plomo y plata desde la época romana.
El valle del río río abajo de Betws-y-Coed es relativamente ancho y fértil, y favorece la producción lechera y la cría de ovejas. En invierno, estos pastos se utilizan para criar a las ovejas traídas de las montañas para evitar lo peor del clima invernal.

## Sitio de interés especial
Aber Afon Conwy es un sitio de interés especial. Ha adquirido tal estatus debido a su biología marina y terrestre. El alcance de la marea del sitio alcanza alrededor de 16 kilómetros. Su límite río arriba está al sur de Tal y Cafn, y todo el sitio abarca la bahía de Conwy. La costa está sostenida por roca natural, además de acantilados de arcilla, dunas de arena, marismas y bosques.

## Cultura e historia
Las comunidades dispersas a lo largo del valle de Conwy tienen tradiciones antiguas con evidencia arqueológica de habitación que se remonta a la Edad de Piedra. Los romanos ocuparon esta área hasta el año 400 d. C. y ha habido una ocupación continua desde ese momento. El valle alberga dos de las iglesias más antiguas de Gales, las de Llanrhychwyn y Llangelynin, que datan respectivamente de los siglos XI y XII.
Gran parte del valle de Conwy fue devastado en las Guerras de las Dos Rosas por el conde de Pembroke, bajo las órdenes de Eduardo IV, el rey de York, tras un ataque de Lancaster a la ciudad de Denbigh en 1466.
En la desembocadura del Conwy, que desemboca en la bahía de Conwy, se encuentra la ciudad de Conwy con su castillo declarado Patrimonio de la Humanidad: el Castillo de Conwy y dos puentes famosos. Uno de los primeros puentes colgantes de carretera de Thomas Telford ahora tiene un sendero, mientras que el puente de hierro tubular de Robert Stephenson todavía lleva la línea principal de ferrocarril de Holyhead a Londres. Un tercer puente ahora acepta el tráfico rodado y, más recientemente, la A55 ahora discurre en un túnel debajo del estuario.

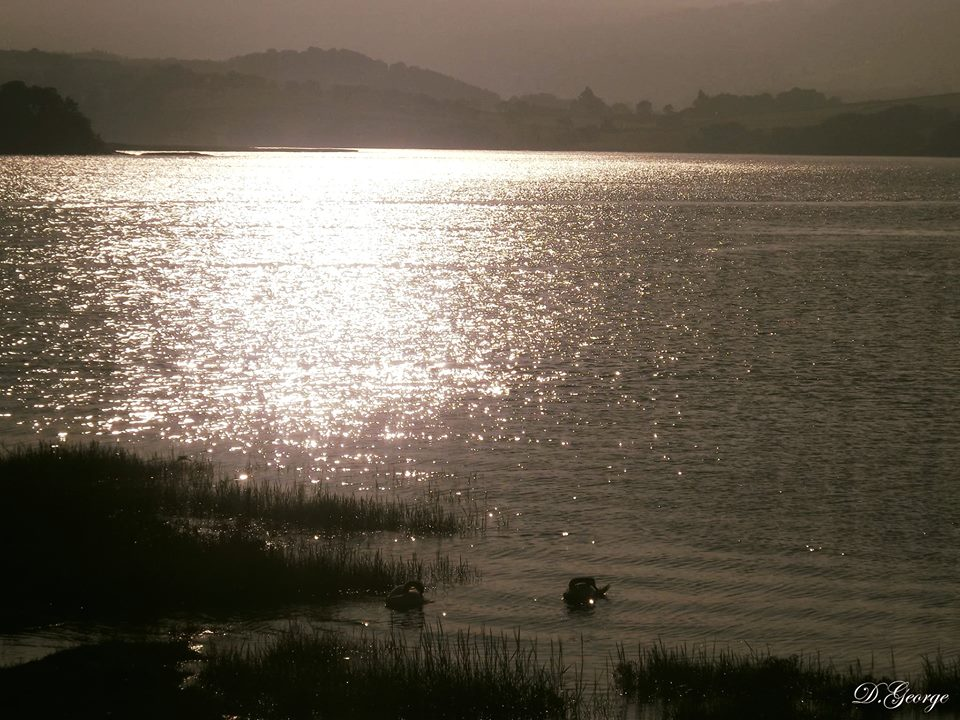
El río Conwy por la estación de tren Glan Conwy

## Calidad del agua
El río Conwy es monitoreado rutinariamente por la calidad de Natural Resources Wales. La calidad del río tiende a ser ácida en las cabeceras con concentraciones muy bajas de aniones y cationes comunes. Si bien la conductividad aumenta a medida que el río fluye hacia el mar, la calidad orgánica general sigue siendo muy buena a pesar de algunos ligeros aumentos en el amoníaco debido a los insumos agrícolas difusos.
Natural Resources Wales también monitorea constantemente los niveles de agua en el valle, con el fin de dar advertencias de inundaciones. Hay estaciones de medición en Betws-y-coed (Cwmlanerch), Llanrwst y Trefriw.
El Conwy es conocido por su salmón y trucha marina, aunque el aumento de la acidificación en la segunda mitad del siglo XX, especialmente en las aguas de las tierras altas mal amortiguadas, ha tenido un impacto significativo en su éxito de desove. La construcción de un paso de peces artificial en la década de 1990 para permitir el acceso de los salmónidos migratorios al río por encima de las cataratas de Conwy tenía como objetivo ayudar a mitigar los efectos de la acidificación.
El Conwy Crossing, un túnel de tubo sumergido, se construyó bajo el estuario a finales de los 80 y principios de los 90. Fue inaugurado por la Reina en octubre de 1991. Esto resultó en la pérdida de algunas marismas, pero también condujo a la creación de Conwy RSPB Reserve.
Desde 2002, el valle ha sido dominado por las turbinas del parque eólico Moel Maelogan.

## Situación
El panorama muestra la desembocadura del estuario de Conwy desde el castillo de Deganwy, la posición defensiva original de la zona. Sin embargo, los problemas con el reabastecimiento en caso de asedio y su destrucción por Llywelyn ap Gruffydd, Príncipe de Gales en 1263 para evitar que cayera en manos del rey Eduardo, llevaron a la construcción de un nuevo castillo al otro lado del agua en la ciudad de Conwy.

Panorama de la desembocadura del estuario de Conwy (derecha) y la ubicación del castillo de Conwy (centro a la izquierda)